# Epimeteo
Epimeteo (in greco antico: Ἐπιμηθεύς?, Epimētheús, "colui che riflette in ritardo") è un personaggio della mitologia greca ed è un Titano.
Epimeteo rappresenta l'antitesi del fratello Prometeo, in quanto il secondo corrisponde al pensiero proattivo, ovvero alla capacità di anticipare le conseguenze delle proprie azioni, mentre il primo rappresenta il pensiero reattivo, ovvero il pensiero che si verifica dopo che le azioni sono state compiute.

## Genealogia
Figlio del titano Giapeto ebbe per madre l'oceanina Climene oppure l'oceanina Asia. Sposò Pandora ed ebbero una figlia Pirra. Secondo altre fonti è anche il padre di Prophasis ed Epira (una ninfa oceanina ritenuta eponima dell'antico Epiro).

## Mitologia
Pur essendo un Titano, durante la Titanomachia si fece convincere dal fratello Prometeo e si schierò dalla parte di Zeus. Dopo la vittoria ricevette da Atena e dagli altri dei un numero limitato di "buone qualità" da distribuire saggiamente fra tutti gli esseri viventi e così incominciò a distribuire le qualità agli animali dimenticandosi degli uomini.
Zeus ordinò a Efesto di realizzare una donna bellissima, la prima del genere umano, Pandora, alla quale gli dei del vento infusero lo spirito vitale e tutte le dee dell'Olimpo la dotarono di doni meravigliosi. Si racconta che Zeus la inviò da Epimeteo affinché punisse la razza umana, alla quale Prometeo aveva dato il fuoco divino. Epimeteo, avvertito dal fratello di non accettare regali da Zeus, la rifiutò. Zeus, più indignato che mai per l'affronto subìto prima dall'uno poi dall'altro fratello, decise di punire ferocemente il Titano e tutti gli uomini che egli difendeva. Il padre degli dei fece incatenare Prometeo a una roccia, nudo, con lacci di acciaio nella zona più alta e più esposta alle intemperie del Caucaso. Inviò poi un'aquila perché gli squarciasse il petto e gli dilaniasse il fegato, che gli ricresceva durante la notte, giurando di non staccare mai Prometeo dalla roccia.
Epimeteo, dispiaciuto per la sorte del fratello, si rassegnò a sposare Pandora, ma essa si rivelò tanto bella quanto stolta, perché sventatamente e per pura curiosità aprì un vaso che Epimeteo teneva gelosamente custodito, nel quale Prometeo aveva chiuso tutti i mali che potessero tormentare l'uomo: la fatica, la malattia, la vecchiaia, la pazzia, la passione e la morte. Essi uscirono e immediatamente si sparsero tra gli uomini; solo la speranza, rimasta nel vaso tardivamente richiuso, da quel giorno sostenne gli uomini anche nei momenti di maggior scoraggiamento.
Secondo alcune versioni del mito sarebbe stato proprio Epimeteo ad aprire il celebre vaso che conteneva tutti i mali, anche se, secondo Esiodo, sarebbe stata la stessa Pandora.

## Nella cultura moderna
- Carl Spitteler scrisse nel 1881 Prometheus und Epimetheus, poema in "prosa aulicamente arcaicizzante", in cui esalta il "titanismo etico" (Treccani).
- Carl Schmitt, nel suo Ex captivitate salus parla di sé come di un Epimeteo cristiano[10].
- Ivan Illich ha dedicato un capitolo di Descolarizzare la società al «Ritorno dell'uomo epimeteico».
- Il MuleVGC rinominò il suo regidrago in "Epime" in onore del personaggio mitologico. Citato anche nel famoso brano musicale "Alario 3" composto dal celebre giocatore di Pocket Monster DanielSeal in omaggio proprio al Signor vigisi.
- Nella serie tv 1899 la nave scomparsa e poi ritrovata si chiama Prometheus.